# 灵长类学
灵长类学（英語：Primatology）是一门研究灵长类动物的学科。它属于体质人类学和动物学的分支学科和交叉领域。研究的范围包括灵长类的演化、遗传、行为等方面，而研究的对象则包括原猴、新世界猴、旧世界猴、类人猿等灵长类物种。灵长类動物学是一个新兴学科，起源于1920年代。